# Concierto en el huevo
Concierto en el huevo es una pintura antes considerada una copia de una obra perdida de El Bosco, que actualmente se cree basada en uno de sus dibujos. Max Jakob Friedländer la llamó 'una antigua copia', sin especificar la obra de la que lo sería.

## Simbolismo
El grupo de cantantes forma la "yema" del huevo. La anguila se parece a una forma de cerveza (ale). La escena recuerda la de La nave de los locos. Uno de los cantantes está tan concentrado en su canción (señala el libro) que no nota que el que toca el laúd le está robando.
La atribución moderna de la pintura a un seguidor del Bosco -hasta ahora anónimo- se basa en el análisis de la partitura del libro abierto, que muestra notas de Thomas Crecquillon de 1549.

En 1890, el Palais des Beaux-Arts de Lille, compró la obra por 400 francos a Morhange, un comerciante de arte parisiense. Se presentó con el título en neerlandés Zangers en musici en een ei en una exposición en 2008 en el Noordbrabants Museum, en Bolduque.

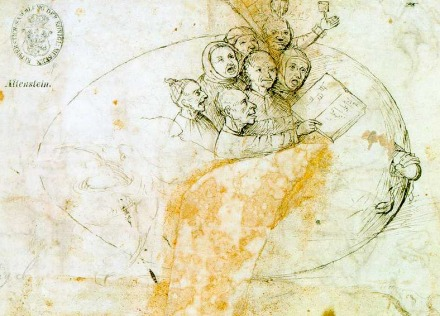
Concierto en un huevo y dos monstruos esbozados, El Bosco y taller.
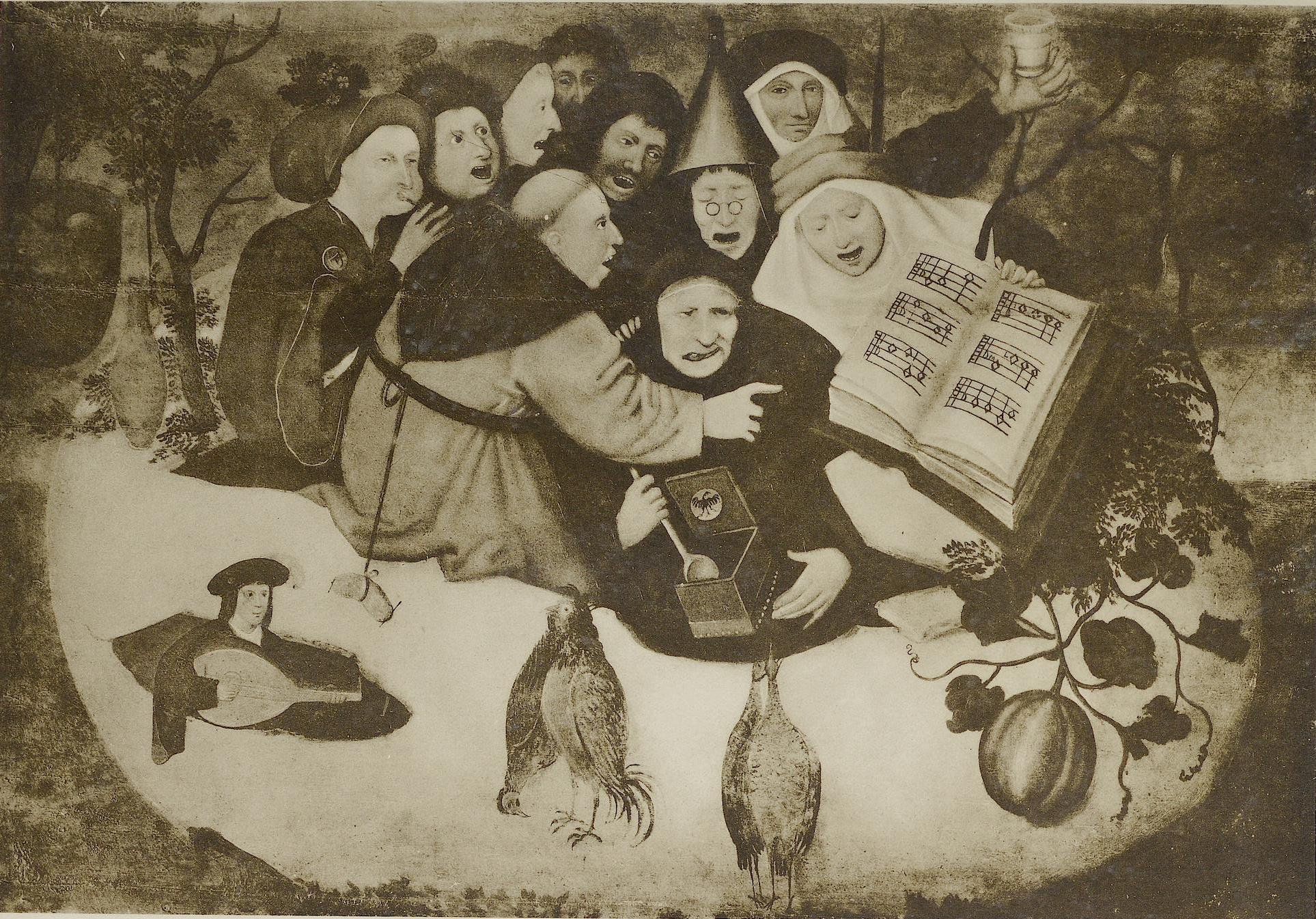
El concierto en el huevo, atribuido a Gielis Panhedel, antes de 1561